# Bryocamptus australis
Bryocamptus australis är en kräftdjursart som beskrevs av William Chambers Coker 1934. Bryocamptus australis ingår i släktet Bryocamptus och familjen Canthocamptidae. Inga underarter finns listade i Catalogue of Life.